# Débris (pièce de théâtre)
Débris est une pièce de théâtre en neuf scènes de l'auteur dramatique anglophone britannique Dennis Kelly écrite en 2003, publiée en 2007 en France et créée en 2010 par Vladimir Steyaert à la Comédie de Saint-Étienne.

## Résumé
Plusieurs intrigues dont les personnages pivots sont Michelle et Michael, acteurs et narrateurs du récit, s'entrecroisent. Celles-ci portent sur différents évènements marquants de la vie, sans transition entre le fantasme et le réel, le suicide par crucifixion de leur père, leur enlèvement par un homme dans un pub ou leur hébergement d'un enfant abandonné

## Personnages
- Michael
- Michelle[1]

## Structure
La pièce se compose de neuf scènes, chacune avec un titre propre :
- Scène 1 : Suicifixion
- Scène 2 : Le dernier des poulets
- Scène 3 : Divorce
- Scène 4 : Onclenri
- Scène 5 : Débris
- Scène 6 : Nécrovivipare
- Scène 7 : Télé
- Scène 8 : Monsieur Smart & Smile
- Scène 9 : Au commencement

## Mises en scène françaises
- 2010 : mise en scène Vladimir Steyaert, Comédie de Saint-Étienne[2]
- 2021 : mise en scène Lisa-Marion McGlue, Comédie de Caen[3]

- 2022 : collectif les Estrarre, théâtre de la Reine Blanche[4]

## Traductions françaises
- 2007 : Philippe Le Moine et Pauline Sales, L'Arche[5]